# Assassin's Creed Origins
Assassin's Creed Origins je akční hrou na hrdiny z dílen Ubisoft Montreal, kterou vydává její mateřská společnost Ubisoft. Jde již o desátý díl ze série Assassin's Creed. Byl vydán 27. října 2017 pro platformy Microsoft Windows, PlayStation 4 a Xbox One.
Děj se odehrává odehrává necelých 40 let před narozením Krista ve starověkém Egyptě, převážně v období vlády Ptolemaia  XIII. Thea Filopatóra. Hlavní postavou je Bayek, medžaj, který pochází ze Síwy. Jeho cílem je najít a pomstít se vrahovi jeho syna. Je to vůbec posledním medžajem, zakladatelem egyptského bratrstva a celého asasínského řádu. Cílem tohoto pokračování Assassin's Creed je přiblížít, jak vznikl řád asasínů.

## Hratelnost
Základ hry zůstal v jádru stejný; Ubisoft ponechal systém, kdy je potřeba postupně likvidovat hlavní cíle tak, aby se hráč nakonec postavil nejvýše postavenému. Svým způsobem Assassin’s Creed Origins připomíná Zaklínače 3. Při prozkoumávání oblastí lze narazit na zajímavé předměty a zbraně. Rovněž se zvyšuje level a díky tomu je možné přidělit si dodatečné body do stromu dovedností. Hráči plní úkoly — lineární scénář s danými body zájmu k postupu hlavním příběhem a dokončování dobrovolných vedlejších úkolů. Mimo jiné může hráč volně cestovat otevřeným světem, po kterém může pěšky, na koni, velbloudovi nebo na válečném povozu a lodi.

## Přijetí
Hra získala mnoho pozitivních recenzí od kritiků, kteří zejména zmiňovali příběh, postavy, hlasové herectví, přepracované herní mechanizmy, pohlcující svět Egypta a hlavně vizuální stránku hry. Zároveň občas bylo kritizováno tempo hry a pár technických potíží. Tato hra je momentálně považována jakožto nejlepší a nebo jeden z nejlepších dílů celé série společnosti Ubisoft mnoha kritiky.